# Squadra argentina di Coppa Davis
La squadra argentina di Coppa Davis rappresenta l'Argentina nella Coppa Davis, ed è posta sotto l'egida della Associazione Argentina di Tennis.
La squadra partecipa alla competizione dal 1921. Ha vinto la manifestazione per la prima volta nel 2016 battendo la Croazia nell'atto decisivo. Ha inoltre disputato quattro finali nelle edizioni del 1981, 2006, 2008 e 2011, venendo sconfitta rispettivamente da Stati Uniti, Russia e per due volte dalla Spagna.

## Organico 2024
Vengono di seguito illustrati i convocati per ogni singolo turno della Coppa Davis 2024. A sinistra dei nomi la nazione affrontata e il risultato finale. Fra parentesi accanto ai nomi, il ranking del giocatore nel momento della disputa degli incontri (la "d" indica che il ranking corrisponde alla specialità del doppio).
| Qualificazione Gruppo Mondiale | Qualificazione Gruppo Mondiale                                                                                         | Qualificazione Gruppo Mondiale | Qualificazione Gruppo Mondiale |
| Kazakistan (3-2)               | Francisco Cerúndolo (22) Sebastián Báez (25) Tomás Martín Etcheverry (28) Máximo González (13 d) Andrés Molteni (13 d) |                                |                                |
| ------------------------------ | --- | ------------------------------ | ------------------------------ |

| Gruppo Mondiale - Round Robin | Gruppo Mondiale - Round Robin | Gruppo Mondiale - Round Robin | Gruppo Mondiale - Round Robin                                                                                          |
| Canada (1-2)                  | Regno Unito (2-1)             | Finlandia (3-0)               | Sebastián Báez (26) Francisco Cerúndolo (31) Tomás Martín Etcheverry (34) Andrés Molteni (30 d) Máximo González (34 d) |
| ----------------------------- | ----------------------------- | ----------------------------- | --- |

| Gruppo Mondiale - Fase Finale | Gruppo Mondiale - Fase Finale                                                                                          |
| Italia (1-2)                  | Sebastián Báez (27) Francisco Cerúndolo (30) Tomás Martín Etcheverry (39) Andrés Molteni (21 d) Máximo González (22 d) |
| ----------------------------- | --- |

## Risultati
= Incontro del Gruppo Mondiale

### 2010-2019
| Anno | Turno                        | Data            | Sede                | Avversario  | Punteggio | Esito     |
| ---- | ---------------------------- | --------------- | ------------------- | ----------- | --------- | --------- |
| 2010 | Gruppo Mondiale, 1º turno    | 5-7 marzo       | Stoccolma (SWE)     | Svezia      | 3–2       | Vittoria  |
| 2010 | Gruppo Mondiale, Quarti      | 9-11 luglio     | Mosca (RUS)         | Russia      | 3–2       | Vittoria  |
| 2010 | Gruppo Mondiale, Semifinale  | 17-19 settembre | Lione (FRA)         | Francia     | 0–5       | Sconfitta |
| 2011 | Gruppo Mondiale, 1º turno    | 4-6 marzo       | Buenos Aires (ARG)  | Romania     | 4–1       | Vittoria  |
| 2011 | Gruppo Mondiale, Quarti      | 7-9 luglio      | Buenos Aires (ARG)  | Kazakistan  | 5–0       | Vittoria  |
| 2011 | Gruppo Mondiale, Semifinale  | 16-18 settembre | Belgrado (SRB)      | Serbia      | 3–2       | Vittoria  |
| 2011 | Gruppo Mondiale, Finale      | 2-4 dicembre    | Siviglia (ESP)      | Spagna      | 1–3       | Sconfitta |
| 2012 | Gruppo Mondiale, 1º turno    | 10-12 febbraio  | Bamberga (GER)      | Germania    | 4–1       | Vittoria  |
| 2012 | Gruppo Mondiale, Quarti      | 6-8 aprile      | Buenos Aires (ARG)  | Croazia     | 4–1       | Vittoria  |
| 2012 | Gruppo Mondiale, Semifinale  | 14-16 settembre | Buenos Aires (ARG)  | Rep. Ceca   | 2–3       | Sconfitta |
| 2013 | Gruppo Mondiale, 1º turno    | 1-3 febbraio    | Buenos Aires (ARG)  | Germania    | 5–0       | Vittoria  |
| 2013 | Gruppo Mondiale, Quarti      | 5-7 aprile      | Buenos Aires (ARG)  | Francia     | 3–2       | Vittoria  |
| 2013 | Gruppo Mondiale, Semifinale  | 13-15 settembre | Praga (CZE)         | Rep. Ceca   | 2–3       | Sconfitta |
| 2014 | Gruppo Mondiale, 1º turno    | 31 gen.-2 feb.  | Mar del Plata (ARG) | Italia      | 1–3       | Sconfitta |
| 2014 | Spareggi Gruppo Mondiale     | 12-14 settembre | Sunrise, FL (USA)   | Israele     | 3–2       | Vittoria  |
| 2015 | Gruppo Mondiale, 1º turno    | 6-8 marzo       | Buenos Aires (ARG)  | Brasile     | 3–2       | Vittoria  |
| 2015 | Gruppo Mondiale, Quarti      | 17-19 luglio    | Buenos Aires (ARG)  | Serbia      | 4–1       | Vittoria  |
| 2015 | Gruppo Mondiale, Semifinali  | 18-20 settembre | Bruxelles (BEL)     | Belgio      | 2–3       | Sconfitta |
| 2016 | Gruppo Mondiale, 1º turno    | 4-6 marzo       | Danzica (POL)       | Polonia     | 3-2       | Vittoria  |
| 2016 | Gruppo Mondiale, Quarti      | 15-17 luglio    | Pesaro (ITA)        | Italia      | 3–1       | Vittoria  |
| 2016 | Gruppo Mondiale, Semifinali  | 16-18 settembre | Glasgow (GBR)       | Regno Unito | 3-2       | Vittoria  |
| 2016 | Gruppo Mondiale, Finale      | 25-27 novembre  | Zagabria (HRV)      | Croazia     | 3-2       | Campione  |
| 2017 | Gruppo Mondiale, 1º turno    | 3-5 febbraio    | Buenos Aires (ARG)  | Italia      | 2–3       | Sconfitta |
| 2017 | Spareggi Gruppo Mondiale     | 15-17 settembre | Astana (KAZ)        | Kazakistan  | 2–3       | Sconfitta |
| 2018 | Gruppo I, Semifinali         | 5-7 aprile      | San Juan (ARG)      | Cile        | 3–2       | Vittoria  |
| 2018 | Spareggi Gruppo Mondiale     | 14-16 settembre | San Juan (ARG)      | Colombia    | 4–0       | Vittoria  |
| 2019 | Gruppo Mondiale, Round robin | 19 novembre     | Madrid (ESP)        | Cile        | 3-0       | Vittoria  |
| 2019 | Gruppo Mondiale, Round robin | 20 novembre     | Madrid (ESP)        | Germania    | 0-3       | Sconfitta |
| 2019 | Gruppo Mondiale, Quarti      | 22 novembre     | Madrid (ESP)        | Spagna      | 1–2       | Sconfitta |

### 2020-2029
| Anno    | Turno                          | Data            | Sede               | Avversario  | Punteggio | Esito     |
| ------- | ------------------------------ | --------------- | ------------------ | ----------- | --------- | --------- |
| 2020-21 | Qualificazioni Gruppo Mondiale | 6-7 marzo       | Bogotà (COL)       | Colombia    | 1–3       | Sconfitta |
| 2020-21 | Gruppo Mondiale I              | 18-19 settembre | Buenos Aires (ARG) | Bielorussia | 4–1       | Vittoria  |
| 2022    | Qualificazioni Gruppo Mondiale | 4-5 marzo       | Buenos Aires (ARG) | Rep. Ceca   | 4–0       | Vittoria  |
| 2022    | Gruppo Mondiale, Round Robin   | 13 settembre    | Bologna (ITA)      | Svezia      | 1-2       | Sconfitta |
| 2022    | Gruppo Mondiale, Round Robin   | 16 settembre    | Bologna (ITA)      | Italia      | 1-2       | Sconfitta |
| 2022    | Gruppo Mondiale, Round Robin   | 17 settembre    | Bologna (ITA)      | Croazia     | 0-3       | Sconfitta |
| 2023    | Qualificazioni Gruppo Mondiale | 4-5 febbraio    | Espoo (FIN)        | Finlandia   | 1–3       | Sconfitta |
| 2023    | Gruppo Mondiale I              | 17-18 settembre | Buenos Aires (ARG) | Lituania    | 4–0       | Vittoria  |
| 2024    | Qualificazioni Gruppo Mondiale | 3-4 febbraio    | Rosario (ARG)      | Kazakistan  | 3-2       | Vittoria  |
| 2024    | Gruppo Mondiale, Round Robin   | 10 settembre    | Manchester (GBR)   | Canada      | 1-2       | Sconfitta |
| 2024    | Gruppo Mondiale, Round Robin   | 13 settembre    | Manchester (GBR)   | Regno Unito | 2-1       | Vittoria  |
| 2024    | Gruppo Mondiale, Round Robin   | 14 settembre    | Manchester (GBR)   | Finlandia   | 3-0       | Vittoria  |
| 2024    | Gruppo Mondiale, Quarti        | 21 novembre     | Malaga (ESP)       | Italia      | 1-2       | Sconfitta |

## Statistiche giocatori
Di seguito la classifica dei tennisti argentini con almeno una partecipazione in Coppa Davis, ordinati in base al numero di vittorie. In caso di parità si tiene conto del maggior numero di incontri disputati; in caso di ulteriore parità viene dato più valore agli incontri in singolare; come quarto e ultimo criterio viene considerata la data d'esordio. In grassetto quelli tuttora in attività.

Aggiornato alla Coppa Davis 2025 (Norvegia-Argentina 2-3).
| #  | Tennista              | Singolare | Doppio | Totale |
| -- | --------------------- | --------- | ------ | ------ |
| 1  | Guillermo Vilas       | 45-10     | 12-14  | 57-24  |
| 2  | David Nalbandian      | 23-6      | 16-5   | 39-11  |
| 3  | José Luis Clerc       | 20-14     | 11-10  | 31-24  |
| 4  | Ricardo Cano          | 14-13     | 9-7    | 23-20  |
| 5  | Javier Frana          | 9-8       | 9-11   | 18-19  |
| 6  | Eduardo Soriano       | 9-11      | 8-4    | 17-15  |
| 7  | Julián Ganzábal       | 14-8      | 2-1    | 16-9   |
| 8  | Juan Martín del Potro | 15-4      | 1-2    | 16-6   |
| 9  | Leonardo Mayer        | 11-4      | 4-5    | 15-9   |
| 10 | Enrique Morea         | 11-3      | 4-3    | 15-6   |
| 11 | Martín Jaite          | 14-17     | 0-3    | 14-20  |
| 12 | Agustín Calleri       | 8-4       | 6-3    | 14-7   |
| 13 | Lucas Arnold Ker      | 3-1       | 10-3   | 13-4   |
| 14 | Gastón Gaudio         | 13-3      | 0-0    | 13-3   |
| 15 | Roberto Aubone        | 6-9       | 6-3    | 12-12  |
| 16 | Horacio Zeballos      | 2-1       | 10-6   | 12-7   |
| 17 | Juan Ignacio Chela    | 10-5      | 2-1    | 12-6   |
| 18 | Juan Mónaco           | 11-12     | 0-1    | 11-13  |
| 19 | Carlos Berlocq        | 7-6       | 3-4    | 10-10  |
| 20 | Máximo González       | 0-0       | 10-9   | 10-9   |
| 21 | Franco Squillari      | 10-2      | 0-0    | 10-2   |
| 22 | Adriano Zappa         | 5-3       | 4-3    | 9-6    |
| 23 | Guillermo Cañas       | 5-2       | 4-3    | 9-5    |
| 24 | Lucilo del Castillo   | 6-2       | 3-2    | 9-4    |
| 25 | Guillermo Robson      | 5-5       | 3-3    | 8-8    |
| 26 | Alberto Mancini       | 8-7       | 0-0    | 8-7    |
| 27 | Guido Pella           | 7-5       | 1-1    | 8-6    |
| 28 | Luis Lobo             | 0-1       | 8-3    | 8-4    |
| 29 | Mariano Puerta        | 5-2       | 3-1    | 8-3    |
| 30 | Hernán Gumy           | 7-8       | 0-0    | 7-8    |

| #  | Tennista                 | Singolare | Doppio | Totale |
| -- | ------------------------ | --------- | ------ | ------ |
| 31 | Diego Schwartzman        | 7-7       | 0-1    | 7-8    |
| 32 | Eduardo Schwank          | 1-4       | 6-3    | 7-7    |
| 33 | Alejo Russell            | 3-4       | 4-2    | 7-6    |
| 34 | Horacio de la Peña       | 5-5       | 2-0    | 7-5    |
| 35 | José Acasuso             | 5-3       | 2-2    | 7-5    |
| 36 | Francisco Cerúndolo      | 6-4       | 0-0    | 6-4    |
| 37 | Elio Álvarez             | 2-0       | 4-4    | 6-4    |
| 38 | Federico Delbonis        | 5-3       | 0-1    | 5-4    |
| 39 | Guillermo Coria          | 5-3       | 0-0    | 5-3    |
| 40 | Andres Molteni           | 0–0       | 5-3    | 5–3    |
| 41 | Christian Miniussi       | 0-1       | 4-7    | 4-8    |
| 42 | Ronald Boyd              | 4-4       | 0-1    | 4-5    |
| 43 | Tomás Martín Etcheverry  | 4-2       | 0-0    | 4-2    |
| 44 | Guillermo Pérez Roldán   | 3-5       | 0-0    | 3-5    |
| 45 | Sebastián Báez           | 3-5       | 0-0    | 3-5    |
| 46 | Pablo Albano             | 0-0       | 3-2    | 3-2    |
| 47 | Gabriel Markus           | 3-1       | 0-0    | 3-1    |
| 48 | Enrique Obarrio          | 1-3       | 1-1    | 2-4    |
| 49 | Tito Vázquez             | 1-1       | 1-1    | 2-2    |
| 50 | Martín García            | 0-1       | 2-1    | 2-2    |
| 51 | Fernando Dalla-Fontana   | 2-1       | 0-0    | 2-1    |
| 52 | Gustavo Luza             | 0-0       | 2-1    | 2-1    |
| 53 | Federico Coria           | 2-0       | 0-0    | 2-0    |
| 54 | Martín Vassallo Argüello | 1-0       | 1-0    | 2-0    |
| 55 | Eduardo Bengoechea       | 0-0       | 2-0    | 2-0    |
| 56 | Mariano Zabaleta         | 1-5       | 0-0    | 1-5    |
| 57 | Sebastián Prieto         | 0-1       | 1-2    | 1-3    |
| 58 | Américo Cattaruzza       | 1-2       | 0-0    | 1-2    |
| 59 | Tomás Lynch              | 1-2       | 0-0    | 1-2    |
| 60 | Héctor Romani            | 1-1       | 0-0    | 1-1    |

| #  | Tennista             | Singolare | Doppio | Totale |
| -- | -------------------- | --------- | ------ | ------ |
| 61 | Roberto Argüello     | 1-1       | 0-0    | 1-1    |
| 62 | Gustan Etlis         | 1-1       | 0-0    | 1-1    |
| 63 | Juan Ignacio Londero | 1-1       | 0-0    | 1-1    |
| 64 | Mariano Navone       | 1–1       | 0–0    | 1–1    |
| 65 | Mariano Hood         | 0-0       | 1-1    | 1-1    |
| 66 | Salvador Soriano     | 1-0       | 0-0    | 1-0    |
| 67 | Ernesto Ríos         | 1-0       | 0-0    | 1-0    |
| 68 | Jason Van Kerckhoven | 1-0       | 0-0    | 1-0    |
| 69 | Enrique Caviglia     | 1-0       | 0-0    | 1-0    |
| 70 | Andrés Sissener      | 0-0       | 1-0    | 1-0    |
| 71 | Roberto Saad         | 0-0       | 1-0    | 1-0    |
| 72 | Alejandro Ganzábal   | 0-2       | 0-1    | 0-3    |
| 73 | Carlos Caminos       | 0-2       | 0-0    | 0-2    |
| 74 | Heraldo Weiss        | 0-2       | 0-0    | 0-2    |
| 75 | Norberto Herrero     | 0-2       | 0-0    | 0-2    |
| 76 | Franco Davín         | 0-2       | 0-0    | 0-2    |
| 77 | Renzo Olivo          | 0-1       | 0-1    | 0-2    |
| 78 | Carlos Castellán     | 0-1       | 0-0    | 0-1    |
| 79 | Patricio Arnold      | 0-1       | 0-0    | 0-1    |
| 80 | Federico Browne      | 0-1       | 0-0    | 0-1    |
| 81 | Marcelo Charpentier  | 0-1       | 0-0    | 0-1    |
| 82 | Nicolás Kicker       | 0-1       | 0-0    | 0-1    |
| 83 | Pedro Cachín         | 0-1       | 0-0    | 0-1    |
| 84 | Facundo Bagnis       | 0–1       | 0–0    | 0–1    |
| 85 | Alfredo Villegas     | 0-0       | 0-1    | 0-1    |
| 86 | Adelmar Echeverría   | 0-0       | 0-1    | 0-1    |
| 87 | Carlos Gattiker      | 0-0       | 0-1    | 0-1    |
| 88 | Daniel Orsanic       | 0-0       | 0-1    | 0-1    |
| 89 | Martín Rodríguez     | 0-0       | 0-1    | 0-1    |

## Andamento
La seguente tabella riflette l'andamento della squadra dal 1990 ad oggi.
| Pos.           | 90 | 91 | 92 | 93 | 94 | 95 | 96 | 97 | 98 | 99 | 00 | 01 | 02 | 03 | 04 | 05 | 06 | 07 | 08 | 09 | 10 | 11 | 12 | 13 | 14 | 15 | 16 | 17 | 18 | 19 | 21 | 22 | 23 | 24 |
| -------------- | -- | -- | -- | -- | -- | -- | -- | -- | -- | -- | -- | -- | -- | -- | -- | -- | -- | -- | -- | -- | -- | -- | -- | -- | -- | -- | -- | -- | -- | -- | -- | -- | -- | -- |
| Campione       |    |    |    |    |    |    |    |    |    |    |    |    |    |    |    |    |    |    |    |    |    |    |    |    |    |    | 1° |    |    |    |    |    |    |    |
| Finalista      |    |    |    |    |    |    |    |    |    |    |    |    |    |    |    |    |    |    |    |    |    |    |    |    |    |    |    |    |    |    |    |    |    |    |
| SF             |    |    |    |    |    |    |    |    |    |    |    |    |    |    |    |    |    |    |    |    |    |    |    |    |    |    |    |    |    |    |    |    |    |    |
| QF             |    |    |    |    |    |    |    |    |    |    |    |    |    |    |    |    |    |    |    |    |    |    |    |    |    |    |    |    |    |    |    |    |    |    |
| OF             |    |    |    |    |    |    |    |    |    |    |    |    |    |    |    |    |    |    |    |    |    |    |    |    |    |    |    |    |    |    |    |    |    |    |
| Qualificazioni | x  | x  | x  | x  | x  | x  | x  | x  | x  | x  | x  | x  | x  | x  | x  | x  | x  | x  | x  | x  | x  | x  | x  | x  | x  | x  | x  | x  | x  |    |    |    |    |    |
| Gruppo I       |    |    |    |    |    |    |    |    |    |    |    |    |    |    |    |    |    |    |    |    |    |    |    |    |    |    |    |    |    |    |    |    |    |    |
| Gruppo II      |    |    |    |    |    |    |    |    |    |    |    |    |    |    |    |    |    |    |    |    |    |    |    |    |    |    |    |    |    |    |    |    |    |    |
| Gruppo III     | x  | x  |    |    |    |    |    |    |    |    |    |    |    |    |    |    |    |    |    |    |    |    |    |    |    |    |    |    |    |    |    |    |    |    |
| Gruppo IV      | x  | x  | x  | x  | x  | x  | x  |    |    |    |    |    |    |    |    |    |    |    |    |    |    |    | x  | x  | x  | x  | x  | x  | x  | x  | x  | x  | x  | x  |

Legenda
- Campione: La squadra ha conquistato la Coppa Davis.
- Finalista: La squadra ha disputato e perso la finale.
- SF: La squadra è stata sconfitta in semifinale.
- QF: La squadra è stata sconfitta nei quarti di finale.
- OF: La squadra è stata sconfitta negli ottavi di finale (1º turno). Dal 2019 sostituito dal Round Robin.
- Qualificazioni: La squadra è stata sconfitta al turno di qualificazione. Istituito nel 2019.
- Gruppo I: La squadra ha partecipato al Gruppo I della propria zona di appartenenza.
- Gruppo II: La squadra ha partecipato al Gruppo II della propria zona di appartenenza.
- Gruppo III: La squadra ha partecipato al Gruppo III della propria zona di appartenenza.
- Gruppo IV: La squadra ha partecipato al Gruppo IV della propria zona di appartenenza.
- x: Ove presente, la x indica che in quel determinato anno, il Gruppo in questione non è esistito.